# فرمان (رایانش)

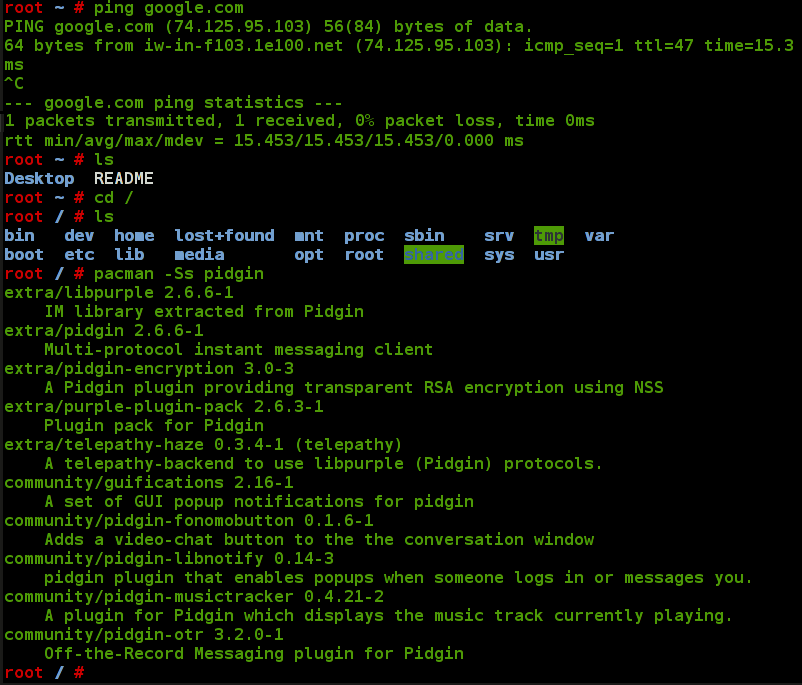
رایانش ابری

در رایانش فرمان عبارت است از دستوری که به یک برنامهٔ رایانه‌ای که به عنوان نوعی مفسر عمل می‌کند داده می‌شود تا یک وظیفهٔ معین را به انجام رساند. اغلب فرمان‌ها را در یک مفسر خط فرمان مانند شِل وارد می‌کنند.

## مثال‌ها
در ادامه برخی فرمان‌های واسط خط فرمانِ پوستهٔ یونیکس آمده‌است.
فرمان زیر دایرکتوری کاربر از جای فعلی به /home/pete/ عوض می‌کند. به این صوت که ابتدا عبارت cd و سپس ورودی /home/pete/ وارد می‌شود.
```
 
cd
 
/home/pete

```

فرمان زیر عبارت Hello World را در خروجی استاندارد نمایش می‌دهد، که در این مورد عبارت فقط در صفحهٔ نمایش چاپ می‌شود. عبارت echo همراه با ورودی Hello World. علامت نقل قول برای جلوگیری از جدا در نظر گرفته شدن آرگومان Hello و World مورد استفاده قرار می‌گیرد.
```
 
echo
 
"Hello World"

```

دو فرمان زیر معادل هم هستند. فهرست فایل‌های دایرکتوری /bin/ را نمایش می‌دهند. فرمان ls همراه با ورودی /bin/ و سوئیچ‌های l و t و r.
```
 
ls
 
-l
 
-t
 
-r
  
/bin

 
ls
 
-ltr
  
/bin

```

فرمان زیر محتوای فایل‌های ch1.txt و ch2.txt را نمایش می‌دهد. فرمان cat و دو ورودی ch1.txt و ch2.txt.
```
 
cat
 
ch1.txt
 
ch2.txt

```